# グスターボ・ツボイ
グスターボ・ツボイ（Gustavo Tsuboi 1984年5月30日 - ）は、ブラジル・サンパウロ州サンパウロの卓球選手。

## 来歴
世界卓球選手権には2006年より毎年出場、オリンピックには北京オリンピック、ロンドンオリンピックと2度出場している。
パンアメリカン競技大会では、2007年、2011年に、ウーゴ・ホヤマ、チアゴ・モンテイロとともに2回連続で団体優勝している。
2011年のラテンアメリカ卓球選手権大会の決勝では、パラグアイのマルセロ・アギーレを4-0のストレートで破って優勝した。